# 東巴克利

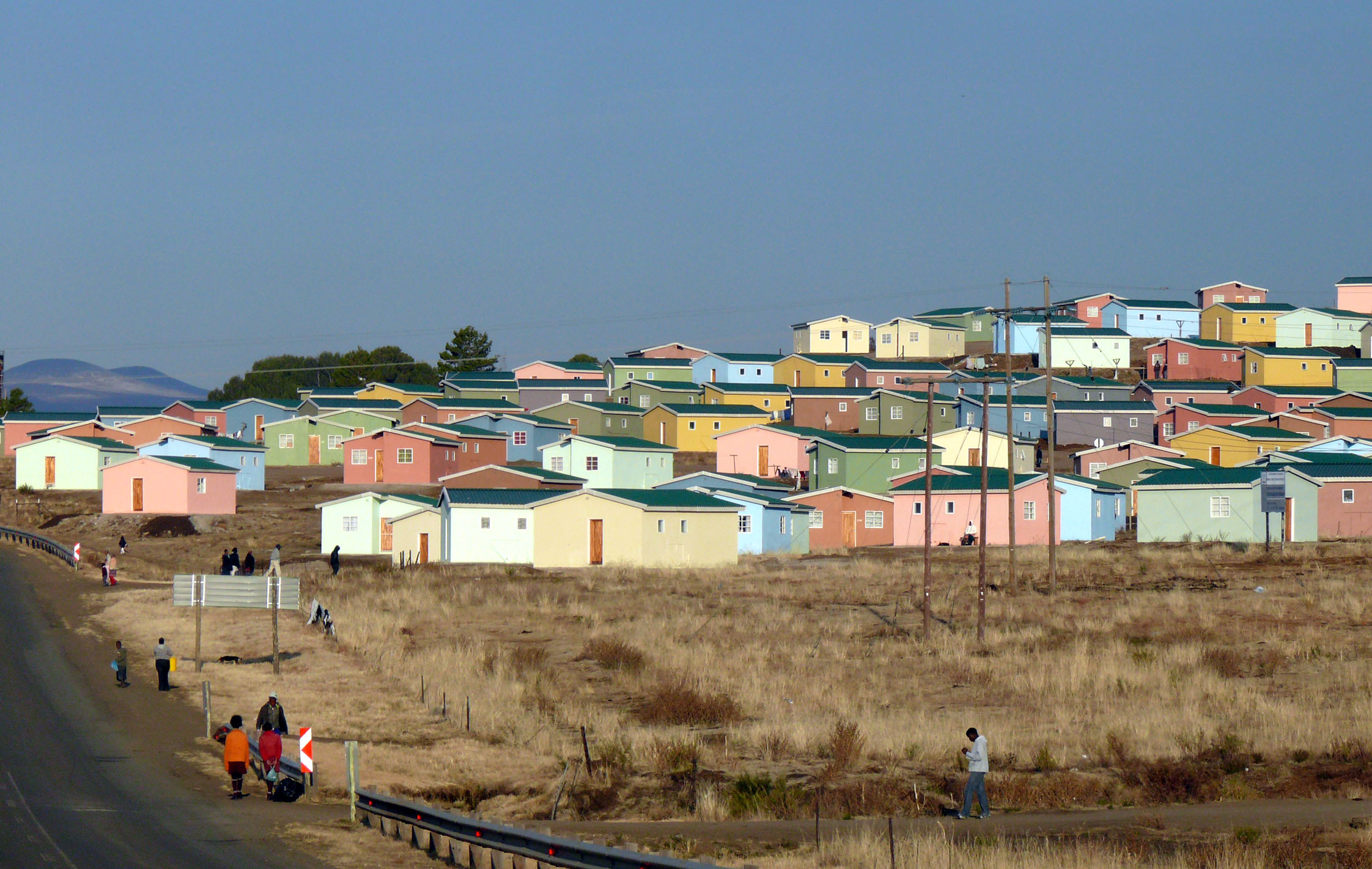
東巴克利

東巴克利是南非的城鎮，位於該國東北部，由東開普省負責管轄，始建於1873年，面積16.1平方公里，海拔高度1,777米，2012年人口4,292，人口密度每平方公里270人。

## 外部連結
- BARKLY EAST COMMUNITY TOURISM ORGANISATION
- Wartrail & New England tourism （页面存档备份，存于）
- Wild Trout Association, Rhodes-based fly fishing organisation （页面存档备份，存于）